# جرئت اندیشیدن داشته باش

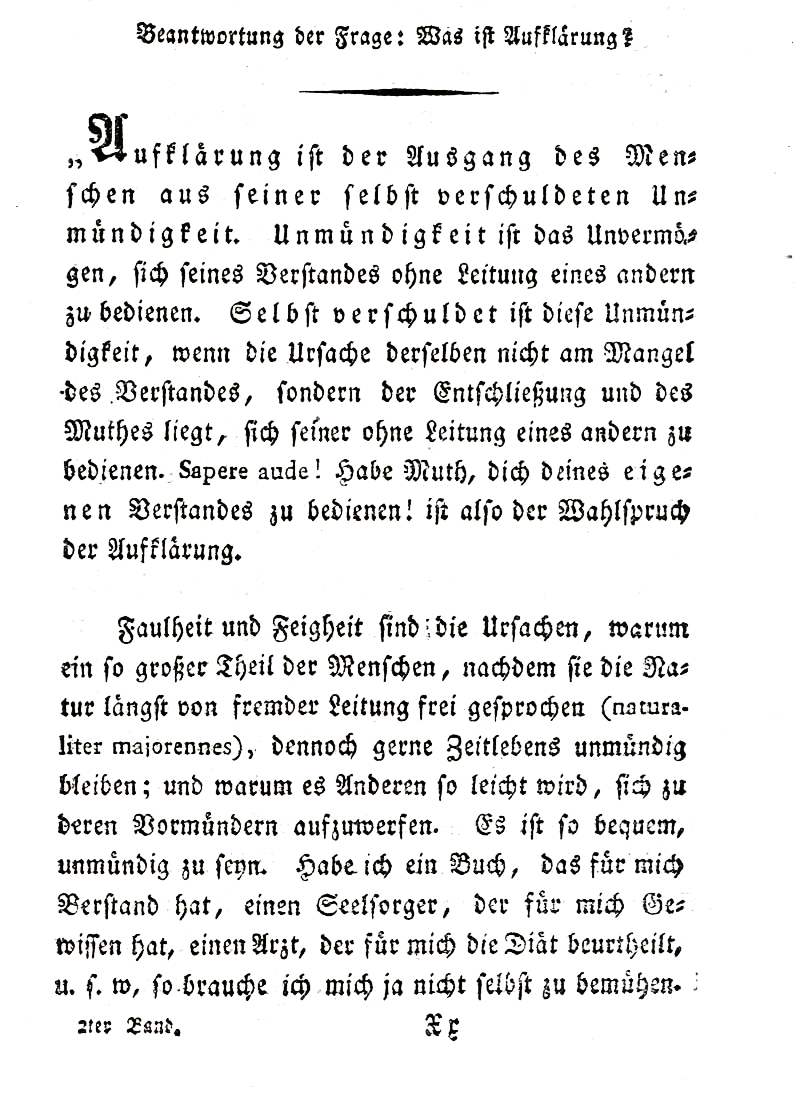
صفحهٔ نخست مقالهٔ آلمانی «در پاسخ به پرسش: روشنگری چیست؟» از کانت

جرأت اندیشیدن داشته باش (به لاتین: Sapere aude) عبارتی است که در اصل توسط هوراس به‌کار رفته بود و با تأکید ایمانوئل کانت در مقالهٔ مشهور روشن‌گری چیست؟، به‌شعار جنبش روشنگری بدل شد.
اصل این سخن از هوراس، شاعر و ادیب رومی است که در رسائل (صفحات ۱، ۲ و ۴۰) به‌کار رفت. این سخن، شعار جمعیت دوستداران حقیقت قرار گرفت که در سال ۱۷۳۶ با هدف گسترش فلسفهٔ لایبنیتس — ولف بنیاد گذاشته شده‌بود.
کانت در ابتدای مقالهٔ «در پاسخ به پرسش: روشن‌گری چیست؟»، این جمله را شعار روشن‌گری می‌نامد:
روشنگری خروج انسان از صغارتی است که خود بر خویش تحمیل کرده‌است. صغارت، ناتوانی در به‌کاربردن فهمِ خود بدون راهنمایی دیگری است. این صغارت، خودتحمیلی است اگر علت آن نه در سفیه بودن بلکه در فقدانِ عزم و شهامت در به‌کارگیری فهم خود بدون راهنمایی دیگری باشد. شعار روشنگری این است: Sapere aude «در به کارگیری فهم خود شهامت داشته باش»
ابراهیمی دینانی در کتاب فراز و فرود فکر فلسفی دربارهٔ ترس از اندیشیدن می‌نویسد:
کسانی که در اندیشیدن، خطر می‌بینند، باید توجه داشته باشند که اگر در اندیشیدن احتمال خطر وجود دارد در «نیندیشیدن» خطر سقوط در ورطه حماقت و نادانی، قطعی و تردید ناپذیر است. ضرب‌المثلی وجود دارد که می‌گوید: «دست بکش و بیندیش» حل مسئله ترس از اندیشیدن یکی از مقدمات فهم فلسفی و عمیق است.
تاریخ ما را هر لحظه با مسئله تازه‌ای روبه‌رو می‌سازد و برای روبه‌رو شدن با مسئله جدید، باید از نو اندیشید؛ زیرا بدون اندیشه یا مسئله جدید پیش نمی‌آید و تاریخ متوقف می‌ماند یا اینکه انسان در برابر آنچه آن را نمی‌شناسد، هویت خویش را از دست می‌دهد. انسان وقتی در نقش یک اندیشمند ظاهر می‌شود، غیر از آن فردی است که نمی‌اندیشد و تنها از محیط خود اثر می‌پذیرد.